# Wesley Muyldermans
Wesley Muyldermans (Mechelen, 24 mei 1977) is een Belgische auteur / freelance tekstschrijver/vertaler woonachtig in Hofstade (Zemst), die zijn opleiding genoot aan het Scheppersinstituut in Mechelen en de eveneens in Mechelen gevestigde Katholieke Hogeschool.
Hij publiceerde boeken bij o.a. de uitgeverijen Mediageuzen, Van Halewyck en Borgerhoff-Lamberigts.
Hij schrijft ook soms kortverhalen onder zijn pseudoniem Rik Marvick, waarvan er ook al enkele (o.a via diverse schrijfwedstrijden) gepubliceerd werden.
Wesley Muyldermans is in België eveneens een referentie wat betreft het dossier rond de diefstal van de rechtvaardige rechters, het paneel van het Lam Gods dat gestolen werd in 1934, en het dossier van de Slachter van Bergen. Hij staat erom bekend zich te verdiepen in zogenaamde 'cold cases'. 